# Нікола Іванов
Нікола Іванов (болг. Никола Иванов; нар. 2 березня 1861, Калофер — пом. 10 вересня 1940, Софія) — болгарський офіцер, генерал піхоти.

## Біографія

### Походження та освіта
Народився 2 березня 1861 в місті Калофер. Навчався в Національній Апріловській гімназії в Габрово та в Імператорській школі «Галата-Сарай» у Константинополі (1875-1877). Він брав участь як доброволець в Російсько-турецькій війні (1877—1878). Після війни, в 1878 вступив до Військового училища в Софії, в 1879 отримав звання лейтенанта, 9 лютого 1881 — старшого лейтенанта. З 1882 по 1885 навчався в Миколаївській академії Генерального штабу в Петербурзі.

### Військова кар'єра
Іванов брав участь в Об'єднанні Болгарії. 9 вересня 1885 отримав звання капітана, а за наказом № 4 того ж дня він був призначений начальником штабу Тарново-Сейменського загону. Брав участь у Сербсько-болгарській війні.
Після війни 1886 був призначений флігель-ад'ютантом князя Олександра I Баттенберга. 1 квітня 1887 отримав чин майора. У 1888 був командиром 10-го піхотного полку, в 1889 — начальником штабу 4-ї бригади, а в 1890 4-го кавалерійського полку. З 2 серпня 1891 — підполковник, а з 12 серпня 1895 — полковник.

### Балканські війни (1912—1913)
Під час Балканських воєн (1912—1913), з вересня 1912 по липень 1913 генерал-лейтенант Нікола Іванов командував 2-ю болгарською армією, очолював облогу та захоплення Едірненської фортеці.
Під час Другої Балканської війни (1913) 2-га армія, якою він командував, вела важкі бої проти всієї грецької армії (16 червня — 17 липня) від Кілкіса до Благоєвграда. Наприкінці липня 1913 був звільнений з посади командира 2-ї армії.
Під час Першої світової війни (1915-1918) перебував в запасі. В цей час він проявив себе як громадський діяч і публіцист. Був обраний головою офіцерського товариства в Софії. З 6 травня 1936 — генерал піхоти.
Помер 10 вересня 1940 в Софії.

## Військові звання
- Лейтенант (10 травня 1879)
- Старший лейтенант (9 лютого 1881)
- Капітан (9 вересня 1885)
- Майор (1 березня 1887)
- Підполковник (2 серпня 1891)
- Полковник (12 серпня 1895)
- Генерал-майор (15 листопада 1900)
- Генерал-лейтенант (2 серпня 1912)
- Генерал піхоти (6 травня 1936)

## Нагороди
- Військовий орден «За хоробрість» II ступеня, 2-го класу
- Орден «Святий Олександр» I і II класу з діамантами
- Орден «За військові заслуги» I ступеня
- Орден «Стара планина» я з мечами, посмертно
- Орден «Святої Анна» I та II класу з алмазами
- Італійський орден «Італійська корона» I ступеня
- Французький орден «Почесний легіон» III ступеня
- Німецький орден «Прусська корона» I ступеня
- Австро-Угорський орден Франца Йосифа (командорський хрест із зіркою, 1896)[1]
- Турецький орден «Меджида» I ступеня
- Турецький орден «Османіе» II ступеня
- Румунська орден «Румунська корона» I ступеня
- Сербський орден «Таково» I ступеня
- Сербський орден «Святий Сава» I ступеня